# We Remain
We Remain – piosenka arena-popowa stworzona na ścieżkę dźwiękową z filmu fantastycznonaukowego Igrzyska śmierci: W pierścieniu ognia (2013). Wykonywany przez amerykańską piosenkarkę Christinę Aguilerę oraz wyprodukowany przez Ryana Teddera i Brenta Kutzle’a, utwór wydany został jako drugi singel promujący soundtrack dnia 1 października 2013 roku.
Krytycy pozytywnie ocenili kompozycję. Wśród recenzji dominowały głosy chwalące potęgę i siłę piosenki, jej emocjonalność oraz wykonanie Aguilery. Opiniodawcy stwierdzili, że „We Remain” to przebojowy utwór, który porwie miłośników formy balladowej, a także fanów serii Igrzyska śmierci. Padały słowa dotyczące uduchowienia piosenki, a niektóre głosy kwitowały nagranie jako „piękne”. Singel był też nazywany jednym z najlepszych utworów zawartych na ścieżce dźwiękowej z filmu. W grudniu 2013 Aguilera wystąpiła z „We Remain” podczas finału piątej edycji telewizyjnego talent show The Voice. Gościnnie towarzyszyła jej Jacquie Lee, uczestniczka programu. Pomimo nikłej promocji, jesienią 2013 roku piosenka notowana była na listach przebojów w jedenastu państwach świata. Uplasowała się w Top 10 notowań najpopularniejszych singli w Indonezji, Libanie i Tajwanie.

## Informacje o utworze
26 września 2013 roku Christina Aguilera zawiadomiła swoich fanów, że nagrała piosenkę „We Remain”, która znajdzie się na trackliście ścieżki dźwiękowej z filmu science-fiction Igrzyska śmierci: W pierścieniu ognia (The Hunger Games: Catching Fire, 2013). Informacji udzieliła za pośrednictwem kont w serwisach społecznościowych Facebook i Twitter. Nowinę wokalistka opatrzyła komentarzem dotyczącym projektu: „Uwielbiam ukryte przesłanie Igrzysk śmierci: W pierścieniu ognia. ‘We Remain’ to utwór specjalny, to wiadomość dla moich fanów i piosenka mówiąca o tym, w jaki sposób odbieram film”. Także 26 września opublikowano tekst utworu, a oficjalna strona internetowa magazynu Rolling Stone udostępniła na swojej witrynie trwający półtorej minuty fragment nagrania. „We Remain” wyciekł do sieci 30 września. Producentami piosenki są członkowie zespołu rockowego OneRepublic – Ryan Tedder i Brent Kutzle, jej autorami są natomiast Christina Aguilera, Mikky Ekko, Tedder i Kutzle. Aguilerę zaangażowano w etap tworzenia kompozycji oraz pracy nad melodią, ponieważ jest ona znana jako artystka kładąca nacisk na pracę przy wykonywanej przez siebie muzyce. Utwór jest balladą przynależną do gatunków arena popu i adult contemporary, opartą na soft-rockowej produkcji. Tematyka piosenki dotyczy siły i woli przetrwania. W refrenie Aguilera śpiewa: „Spal mnie w ogniu, utop w deszczu – i tak się obudzę, krzycząc twoje imię; tak, jestem grzesznicą, tak, jestem święta; cokolwiek się wydarzy (...), my będziemy trwać”.
W połowie grudnia 2013 powstała alternatywna wersja piosenki „We Remain”, śpiewana przez Jacquie Lee oraz Christinę Aguilerę. Lee była uczestniczką telewizyjnego programu typu talent show, The Voice, w którym Aguilera spełniała rolę jurorki. Cover utworu nagrano specjalnie na potrzeby finałowego odcinka programu; Aguilera i Lee wykonały w nim „We Remain” przed publicznością. 16 grudnia 2013 nagranie udostępniono klientom sklepu internetowego iTunes Store w Ameryce Północnej. Wersja alternatywna trwa pół minuty krócej niż oryginał.

### Obecność w kulturze masowej
Wiosną 2016 roku nagranie znalazło się na playliście sporządzonej przez kandydującą na stanowisko prezydenckie byłą sekretarz stanu USA Hillary Clinton. Za pośrednictwem serwisu Spotify Clinton skompilowała playlistę trzydziestu utworów muzycznych; wykonawcą każdej z piosenek został artysta mocno zaangażowany w działalność społeczną. 6 czerwca 2016 odbył się koncert zorganizowany przez komitet Hillary Victory Fund. Wzięli w nim udział wspierani przez Hilton piosenkarze.

## Wydanie singla
1 października 2013 roku nastąpiła premiera singla w systemie digital download. „We Remain” został drugim po utworze „Atlas” z repertuaru zespołu Coldplay singlowym wydawnictwem promującym soundtrack z filmu Igrzyska śmierci: W pierścieniu ognia. 7 października 2013 piosenka została wydana w polskich radiofoniach, a nazajutrz wysłano ją do rozgłośni radiowych na terenie Stanów Zjednoczonych w formacie CHR. „We Remain” został przebojem notowań sklepów internetowych iTunes Store w kategorii piosenek pochodzących ze ścieżek dźwiękowych; zajął miejsca pierwsze list w USA, Kanadzie, Hiszpanii i we Włoszech. W Stanach Zjednoczonych debiutował z pozycji sześćdziesiątej czwartej w zestawieniu wydawnictwa Billboard Hot Digital Songs. W połowie października 2013 „We Remain” pojawił się na indonezyjskich listach przebojów. Objął trzydziestą piątą pozycję notowania Top 50 Singles, wydawanego przez Creative Disc, a także zadebiutował na szczycie listy LIMA Top Digital Songs. Na pierwszej z list zdołał wspiąć się na szczytnie miejsce drugie.

## Opinie
Zespół dziennikarzy współpracujących z magazynem Billboard wskazał „We Remain” jako jedną z trzech najlepszych piosenek filmowych, które wydano w 2013 roku. Witryna allaboutmusic.pl nazwała singel jednym z dwudziestu najlepszych utworów roku. W 2014 serwis top50songs.org podał, że internauci uznają „We Remain” za jedną z piętnastu najlepszych piosenek Aguilery.

### Recenzje
Utwór został pozytywnie oceniony przez krytyków muzycznych. Tara Nicodemo napisała na oficjalnej stronie internetowej dziennikarza radiowego i prezentera telewizyjnego Ryana Seacresta: „Ta ognista ballada jest dużo mocniejsza niż materiały, które otrzymywaliśmy od Christiny w ostatnich latach, zwłaszcza dwa jej ostatnie albumy – Bionic i Lotus, które przez opinię nie zostały przyjęte zbyt dobrze. Utwór ‘We Remain’ jest idealnym ożywieniem jej kariery”. Zdaniem Ryana Reeda z czasopisma Rolling Stone, „We Remain” to „triumfalnie brzmiąca, arena-popowa ballada”, która „z pewnością stałaby się hitem radiofonii Dystryktu 12”. Michael Lopez (The Huffington Post) uznał „We Remain” za jedną z najlepszych piosenek ze ścieżki dźwiękowej W pierścieniu ognia, utwór, który „wywoła masę zamieszania”. Lopez dodał, że nagranie jest „mocną balladą” oraz „oddaje duszę i potęgę bohaterki Igrzysk śmierci, Katniss Everdeen”. Sam Lansky, piszący dla magazynu Idolator, porównał utwór do kompozycji Ryana Teddera oraz stwierdził, że jest on „silniejszy niż którakolwiek ballada zawarta na albumie Aguilery Lotus z 2012 roku”. Lansky napisał także, że „nazwanie ‘We Remain’ potężną balladą to całkowite niedomówienie”. Piosenkę skwitował jako „królewską”, nagraną w stylu twórczości Leony Lewis. Według dziennikarzy witryny muumuse.com, „We Remain” „nie zapada w pamięć tak jak single Aguilery 'Beautiful', 'Hurt' czy 'You Lost Me', lecz nadal zachwyci miłośników ballad”. W recenzji dla strony divadevotee.com publicysta podsumował utwór jako „piękny”, umiejętnie zaśpiewany, bogaty w podnoszący na duchu tekst. Recenzent okrzyknął „We Remain” mianem najbardziej emocjonalnego nagrania w karierze Aguilery. W odwołaniu do skali szkolnej, A–E, zespół divadevotee.com przyznał piosence ocenę w postaci B+. Pamflecista serwisu muzycznego ukmix.org napisał: „(...) Za pośrednictwem łagodnej ballady Aguilera, Ryan Tedder i Mikky Ekko produkują wyborną, miękką melodię, która poruszy zarówno fanów filmu, jak i artystki”. Opiniodawca chwalił „surowy” wokal Aguilery oraz „eteryczną atmosferę” utworu; singel wycenił na . W omówieniu aktualnych wydawnictw singlowych dziennikarz pracujący z serwisem creativedisc.com pozytywnie ocenił „sugestywną” melodię piosenki, jej emocjonalny przekaz oraz „uczuciowy” śpiew Aguilery. Na początku października 2013 redaktorzy pisma Billboard uznali, że „oczekiwanie na soundtrack z sequelu Igrzysk śmierci sięgnęło zenitu, gdy okazało się, iż na albumie śpiewa Christina Aguilera”. Zdaniem ekipy, „We Remain” tym różni się od innych utworów z repertuaru wykonawczyni, że „wokalne akrobacje artystki zostają w nim zastąpione przez naturalny i stanowczy przekaz”. Young Tan (sosogay.co.uk) wydał piosence pozytywną recenzję. Dziennikarz okrzyknął „We Remain” jako nagranie „odważne, uduchowione i zabarwione muzyką rockową”, w które Aguilera „wprowadza szczere emocje i typowe dla siebie, strzeliste wokale”. Tan skwitował singel jako „piękny, chwytający za serce utwór, doskonale oddający pozytywne przesłanie Igrzysk śmierci”. Omawiając soundtrack z filmu Igrzyska śmierci: W pierścieniu ognia dla witryny consequenceofsound.net, Rob Hakimian wskazał Aguilerę jako największą gwiazdę z grona wykonawców albumu, a jej kompozycję nazwał „tupoczącym, silnym hymnem”. Nick Catucci, w podobnej recenzji, pisanej dla pisma Entertainment Weekly, określił „We Remain” mianem „jednej z najbardziej podnoszących na duchu piosenek roku” (2013 – przyp.), potężnej „balladzilli, którą postawić można na równi z 'Beautiful'”. Według Catucciego, utwór jest jednym z dwóch najlepszych na ścieżce dźwiękowej z filmu. Simon Reynolds (Digital Spy) uznał singel za „imponujące zjawisko”, podczas gdy Cristina Jaleru (The Huffington Post) stwierdziła, że „We Remain” jest „chwytliwym, mocarnie zaśpiewanym utworem”, za sprawą którego Aguilera „wnosi w film mainstreamową wiarygodność”.

## Promocja
Na początku listopada 2013 „We Remain” stał się muzycznym tłem dla oficjalnego spotu telewizyjnego, reklamującego film Igrzyska śmierci: W pierścieniu ognia w Stanach Zjednoczonych. 4 grudnia 2013 do informacji publicznej podano, że niebawem, 10 grudnia, Aguilera wykona piosenkę „We Remain” w trakcie odcinka półfinałowego telewizyjnego talent show The Voice. Do występu nie doszło, ponieważ przełożono go na następny tydzień. W ten sposób Aguilera wystąpiła podczas finałowego odcinka piątego sezonu The Voice, 16 grudnia. Singel „We Remain” odśpiewała wraz z gościnnie jej towarzyszącą Jacquie Lee, uczestniczką programu.

## Nagrody i wyróżnienia

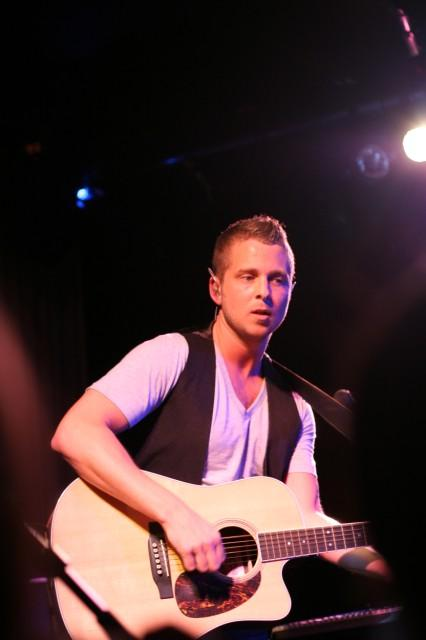
Ryan Tedder, współproducent i jeden z autorów piosenki. W trakcie nagrywania „We Remain”, podczas sesji studyjnych, Tedder grał także na gitarze.

| Rok  | Ceremonia       | Nagroda            | Rezultat |
| ---- | --------------- | ------------------ | -------- |
| 2013 | MadMusic Awards | filmowy utwór roku | Wygrana  |

## Lista utworów singla
Digital download
1. „We Remain” – 4:00

## Remiksy utworu
- Dj S@n Sunshine Paradise Club Remix – 6:51
- Matt Nevin Remix – 6:12

## Twórcy
- Główne wokale: Christina Aguilera
- Producent: Ryan Tedder, Brent Kutzle
- Autor: Christina Aguilera, Ryan Tedder, Brent Kutzle, Mikky Ekko
- Inżynier dźwięku: Alex Bush, Bryan Cook, Stuart Schenk, współpr. Angelo Caputo
- Mixer: Joe Zook, współpr. Ryan Lipman
- Instrumenty smyczkowe: Brent Kutzle
- Fortepian: Ryan Tedder
- Gitara: Aaron Anderson

## Pozycje na listach przebojów
| Kraj                     | Notowanie (2013–2014)  | Wydawca          | Najwyższa pozycja |
| ------------------------ | ---------------------- | ---------------- | ----------------- |
| Belgia (Flandria)        | Ultratip 100           | Ultratop         | 31                |
| Belgia (Region Waloński) | Ultratip 50            | Ultratop         | 14                |
| Brazylia                 | Top 100 Singles        | Billboard Brasil | 32                |
| Dania                    | Dance Top 50           | IFPI             | 47                |
| Indonezja                | Top 50 Singles         | Creative Disc    | 2                 |
| Indonezja                | Top Digital Songs      | LIMA             | 1                 |
| Korea Południowa         | Top 100 Singles        | Gaon Chart       | 58                |
| Liban                    | Top 20 Singles         | Mix FM           | 6                 |
| Niemcy                   | Top 100 Airplay        | MusicTrace       | 97                |
| Stany Zjednoczone        | Digital Songs          | Billboard        | 64                |
| Stany Zjednoczone        | Pop Digital Song Sales | Billboard        | 28                |
| Tajwan                   | Top 50 Singles         | RIT              | 9                 |
| Wielka Brytania          | UK Singles Chart       | OCC              | 144               |
| Włochy                   | Top 50 Singles         | FIMI             | 101               |

Notowania radiowe
| Kraj     | Notowanie (2013) | Wydawca       | Najwyższa pozycja |
| -------- | ---------------- | ------------- | ----------------- |
| Singapur | 91.3 FM Hot 30   | 91.3 FM Radio | 2                 |

## Historia wydania
| Region            | Data                | Format           | Wytwórnia                                |
| ----------------- | ------------------- | ---------------- | ---------------------------------------- |
| Stany Zjednoczone | 1 października 2013 | digital download | Republic Records, RCA Records            |
| Wielka Brytania   | 1 października 2013 | digital download | Republic Records, RCA Records            |
| Indonezja         | 1 października 2013 | digital download | Universal Music Indonesia                |
| Włochy            | 2 października 2013 | digital download | Universal Music Italia                   |
| Francja           | 2 października 2013 | digital download | Mercury Records                          |
| Japonia           | 2 października 2013 | digital download | Universal Music LLC                      |
| Polska            | 7 października 2013 | airplay          | Republic Records, RCA Records            |
| Stany Zjednoczone | 8 października 2013 | airplay          | Republic Records, RCA Records, Lionsgate |

## Informacje dodatkowe
- Oficjalne wersje coverowe utworu nagrali: Rochelle Diamante, Gabriele Rigo oraz dziesięcioletnia artystka o pseudonimie Mariangeli.